# 楊信 (明朝)
楊信，字文實，明朝軍事將領。
早年跟從叔父楊洪在興州作戰。后因功升至指揮僉事。正統末年，進都指揮僉事，守柴溝堡。也先入寇京師時，其參與京師保衛戰，進都指揮同知。景泰元年，鎮守懷來，不能抵禦瓦剌入寇，后被彈劾。朝廷商議其有方帶兵，不予追問，后升至進都督僉事，代楊能為左副總兵，協鎮宣府。天順初年，移鎮延綏，進都督同知。次年在青陽溝大破瓦剌部隊，封彰武伯，佩副將軍印，充總兵官。之後在高家堡、野馬澗、榆林、金雞峪接連獲勝，斬平章阿孫帖木兒。后代理李文鎮守大同。明憲宗繼位后，予楊信世券。成化元年，因抵禦無功，召還，督三千營。毛裏孩佔領河套，命佩將軍印，總諸鎮兵往禦，之後接連抵禦，后鎮守大同。成化六年，與副將徐恕、參將張瑛分道出塞獲勝。成化十三年冬去世，贈侯，謚武毅。